# 구글 웹 가속기
구글 웹 가속기(Google Web Accelerator)는 구글이 개발한 웹 가속기였다. 사용자 컴퓨터에 설치된 클라이언트 소프트웨어와 구글 서버의 데이터 캐시를 사용하여 데이터 압축, 콘텐츠 프리페치 수단으로 페이지 로드 시간 속도를 개선하고 사용자 간 캐시 데이터를 공유하였다. 2005년 5월 4일 출시된 베타 버전은 윈도우 2000 SP3 이상, 윈도우 XP, 윈도우 서버 2003, 윈도우 비스타, 윈도우 7 머신의 모질라 파이어폭스 1.0 이상, 인터넷 익스플로러 5.5 이상에서 동작한다.

## 버그와 개인정보 문제
구글 웹 가속기가 유튜브 동영상의 재생을 막는 경향이 있음이 발견되었는데 유튜브 비디오 플레이어에서 "죄송합니다. 이 동영상은 더 이상 사용할 수 없습니다."라는 메시지가 표시되었다. 구글 웹 가속기를 끔으로써 유튜브 동영상 재생이 가능하게 되었다.
구글 웹 가속기는 HTTPS를 제외한 웹 페이지의 요청을 구글에 보낸다. 일부 웹 페이지는 이들 페이지 요청 안에 개인 정보가 포함되어 있다.
구글은 성능 개선을 목적으로 웹페이지 요청과 함께 송신된 쿠키 데이터를 수신하고 임시로 캐시 처리하여 보안 문제가 제기되었다.
구글 웹 가속기는 2008년 1월 20일자로 구글에 의해 더 이상 지원되지도, 사용 가능하지도 않다. 2008년 기준으로 구글 웹 가속기는 파이어폭스 3.0과 호환되지 않는다. 구글 웹 가속기는 그러나 여전히 다른 웹사이트로부터 다운로드가 가능하다. 2005년 시작된 더 랩스 실험은 중단되어 2009년 1월부터 구글에 의해 더 이상 지원되지 않고 있다.

## 같이 보기
- 구글 검색
- 오페라 터보